# Ellobius tancrei
Ellobius tancrei is een zoogdier uit de familie van de Cricetidae. De wetenschappelijke naam van de soort werd voor het eerst geldig gepubliceerd door Blasius in 1884.